# Awuna River
Der Awuna River ist ein rund 320 Kilometer langer linker Nebenfluss des Colville River im Norden des US-Bundesstaats Alaska. 

## Verlauf
Seine Quelle liegt in einem Sumpfgebiet in der westlichen North Slope. Er fließt stark mäandernd in östlicher Richtung und mündet etwa 45 Kilometer südwestlich des Ikpikpuk River in den Colville River, der zum Arktischen Ozean fließt.

## Name
Die damalige Bezeichnung der Ureinwohner Alaskas für den Fluss, „Uwanmun“, wurde von R. K. Lynt aufgezeichnet und 1924 von P. S. Smith vom United States Geological Survey dokumentiert. Der Name bedeutete so viel wie „westwärts“. Der heute von den Ureinwohner verwendete Name ist „Sakvailak“.